# Clan of Xymox (альбом)
 Clan of Xymox  — однойменний дебютний альбом голландського гурту Clan of Xymox, випущений лейблом 4AD, на платівці і CD, у 1985-му році.
На місяць раніше, у травні, вийшов сингл A Day. Сталось так, що на цю пісню було знято два відео. Трек Muscoviet Musquito вперше побачив світ на початку 1987 року, коли вийшов окремим синглом. На нього теж було зняте відео.
Майже через 15 років, у 1999 році, на хвилі нової популярності гурту, альбом був перевидан.

## Композиції

### Видання 1985 року (платівка)
1. A Day 	(6:40)
2. No Words 	(4:27)
3. Stumble And Fall 	(5:05)
4. Cry In The Wind 	(5:17)
5. Stranger 	(7:41)
6. Equal Ways 	(5:44)
7. 7th Time 	(4:38)
8. No Human Can Drown 	(3:23)

### Видання 1985 року (CD)
1. A Day 	(6:40)
2. No Words 	(4:26)
3. Stumble And Fall 	(5:05)
4. Cry In The Wind 	(5:16)
5. Stranger 	(7:41)
6. Equal Ways 	(5:44)
7. 7th Time 	(4:38)
8. No Human Can Drown 	(3:22)
9. Stranger (Re-mix) 	(5:21)
10. A Day (Re-mix) 	(9:11)

### Перевидання 1999 року (CD)
1. A Day 	(6:40)
2. No Words 	(4:26)
3. Stumble And Fall 	(5:05)
4. Cry In The Wind 	(5:16)
5. Stranger 	(7:41)
6. Equal Ways 	(5:44)
7. 7th Time 	(4:38)
8. No Human Can Drown 	(3:22)
9. Muscoviet Musquito 	(4:32)
10. Stranger (Re-mix) 	(5:21)
11. A Day (Re-mix) 	(9:11)

## Над альбомом працювали
- Оформлення - Terry Dowling
- Оформлення (обкладинка) - 23 Envelope
- Інженер [Mixing At Blackwing London] - John Fryer
- Інженер [Recording At Palladium Studios Edinburgh] - Jon Turner* , Keith Mitchell